# Eleições legislativas portuguesas de 1925
As eleições legislativas portuguesas de 1925 foram realizadas no dia 8 de novembro, sendo eleitos os 163 deputados da Câmara dos Deputados e os 68 senadores do Senado. Os deputados foram eleitos em círculos com listas plurinominais. Foram as últimas eleições legislativas realizadas na vigência da Constituição de 1911.
O novo parlamento iniciou a sessão em 2 de dezembro de 1925 e manteve-se em funções até à sua dissolução em 31 de maio de 1926, na sequência do golpe militar de 28 de maio de 1926.

## Resultados Nacionais
| Partido                 | Partido                                     | Votos   | %     | +/-         | Deputados   | +/-         | Senadores   | +/-         |
| ----------------------- | ------------------------------------------- | ------- | ----- | ----------- | ----------- | ----------- | ----------- | ----------- |
|                         | Partido Democrático                         | 216,220 | 53,0  |             | 81 / 163    | 9           | 39 / 73     | 2           |
|                         | Partido Republicano Nacionalista            | 93, 832 | 23,0  | Novo        | 30 / 163    | Novo        | 8 / 73      | Novo        |
|                         | Independentes                               |         |       |             | 14 / 163    | 16          | 8 / 73      | 3           |
|                         | Causa Monárquica                            |         |       |             | 7 / 163     | 3           | 6 / 73      | 3           |
|                         | Partido Republicano da Esquerda Democrática |         |       | Novo        | 14 / 163    | Novo        | 6 / 73      | Novo        |
|                         | Centro Católico Português                   |         |       |             | 6 / 163     | 1           | 4 / 73      | 2           |
|                         | União dos Interesses Económicos             |         |       | Novo        | 7 / 163     | Novo        | 0 / 73      | Novo        |
|                         | Partido Socialista Português                |         |       |             | 2 / 163     | 2           | 2 / 73      | 2           |
|                         | Regionalistas                               |         |       |             | 2 / 163     | Estável     | 0 / 73      | Estável     |
| Total                   | Total                                       | 407 960 | 100   |             | 163         | Estável     | 73          | 1           |
| Eleitorado/Participação | Eleitorado/Participação                     | 574 260 | 71,0  | 1,9         |             |             |             |             |
| Fonte                   | Fonte                                       | Fonte   | Fonte | [ 1 ] [ 2 ] | [ 1 ] [ 2 ] | [ 1 ] [ 2 ] | [ 1 ] [ 2 ] | [ 1 ] [ 2 ] |

### Resultados por Blocos
|  | Bloco governamental | Partido Democrático, Partido Republicano Nacionalista, Centro Católico Português e Independentes |  |  | 131 / 163 |
|  | Bloco oposicionista | Partido Republicano da Esquerda Democrática e Partido Socialista Português                       |  |  | 16 / 163  |
|  | Outros              | Causa Monárquica, União dos Interesses Económicos e Regionalistas                                |  |  | 16 / 163  |

## Tabela de resultados[3]

### Viana do Castelo
| Partidos | Partidos                         | Deputados |
| -------- | -------------------------------- | --------- |
|          | Partido Democrático              | 2 / 3     |
|          | Partido Republicano Nacionalista | 1 / 3     |

### Ponte de Lima
| Partidos | Partidos                  | Deputados |
| -------- | ------------------------- | --------- |
|          | Partido Democrático       | 1 / 3     |
|          | Centro Católico Português | 1 / 3     |
|          | Independente              | 1 / 3     |

### Braga
| Partidos | Partidos                  | Deputados |
| -------- | ------------------------- | --------- |
|          | Partido Democrático       | 3 / 4     |
|          | Centro Católico Português | 1 / 4     |

### Guimarães
| Partidos | Partidos                         | Deputados |
| -------- | -------------------------------- | --------- |
|          | Partido Democrático              | 3 / 4     |
|          | Partido Republicano Nacionalista | 1 / 4     |

### Vila Real
| Partidos | Partidos                         | Deputados |
| -------- | -------------------------------- | --------- |
|          | Partido Democrático              | 1 / 3     |
|          | Independente                     | 1 / 3     |
|          | Partido Republicano Nacionalista | 1 / 3     |

### Chaves
| Partidos | Partidos                         | Deputados |
| -------- | -------------------------------- | --------- |
|          | Partido Democrático              | 2 / 3     |
|          | Partido Republicano Nacionalista | 1 / 3     |

### Bragança
| Partidos | Partidos                         | Deputados |
| -------- | -------------------------------- | --------- |
|          | Partido Democrático              | 2 / 3     |
|          | Partido Republicano Nacionalista | 1 / 3     |

### Moncorvo
| Partidos | Partidos                         | Deputados |
| -------- | -------------------------------- | --------- |
|          | Partido Democrático              | 2 / 3     |
|          | Partido Republicano Nacionalista | 1 / 3     |

### Porto
| Partidos | Partidos                                    | Deputados |
| -------- | ------------------------------------------- | --------- |
|          | Partido Democrático                         | 4 / 8     |
|          | Partido Republicano da Esquerda Democrática | 2 / 8     |
|          | Partido Republicano Nacionalista            | 1 / 8     |
|          | Partido Socialista Português                | 1 / 8     |

### Penafiel
| Partidos | Partidos                         | Deputados |
| -------- | -------------------------------- | --------- |
|          | Partido Democrático              | 3 / 4     |
|          | Partido Republicano Nacionalista | 1 / 4     |

### Vila Nova de Gaia
| Partidos | Partidos                         | Deputados |
| -------- | -------------------------------- | --------- |
|          | Partido Democrático              | 2 / 3     |
|          | Partido Republicano Nacionalista | 1 / 3     |

### Santo Tirso
| Partidos | Partidos                                    | Deputados |
| -------- | ------------------------------------------- | --------- |
|          | Partido Democrático                         | 1 / 3     |
|          | Independente                                | 1 / 3     |
|          | Partido Republicano da Esquerda Democrática | 1 / 3     |

### Aveiro
| Partidos | Partidos            | Deputados |
| -------- | ------------------- | --------- |
|          | Partido Democrático | 2 / 4     |
|          | Causa Monárquica    | 1 / 4     |
|          | Independente        | 1 / 4     |

### Oliveira de Azeméis
| Partidos | Partidos                         | Deputados |
| -------- | -------------------------------- | --------- |
|          | Partido Democrático              | 2 / 4     |
|          | Partido Republicano Nacionalista | 1 / 4     |
|          | Independente                     | 1 / 4     |

### Viseu
| Partidos | Partidos                         | Deputados |
| -------- | -------------------------------- | --------- |
|          | Partido Democrático              | 2 / 4     |
|          | Independente                     | 1 / 4     |
|          | Partido Republicano Nacionalista | 1 / 4     |

### Lamego
| Partidos | Partidos                         | Deputados |
| -------- | -------------------------------- | --------- |
|          | Partido Democrático              | 3 / 4     |
|          | Partido Republicano Nacionalista | 1 / 4     |

### Guarda
| Partidos | Partidos                  | Deputados |
| -------- | ------------------------- | --------- |
|          | Partido Democrático       | 2 / 3     |
|          | Centro Católico Português | 1 / 3     |

### Gouveia
| Partidos | Partidos            | Deputados |
| -------- | ------------------- | --------- |
|          | Partido Democrático | 2 / 3     |
|          | Independente        | 1 / 3     |

### Coimbra
| Partidos | Partidos                         | Deputados |
| -------- | -------------------------------- | --------- |
|          | Partido Democrático              | 2 / 4     |
|          | Independente                     | 1 / 4     |
|          | Partido Republicano Nacionalista | 1 / 4     |

### Arganil
| Partidos | Partidos            | Deputados |
| -------- | ------------------- | --------- |
|          | Partido Democrático | 1 / 3     |
|          | Independente        | 1 / 3     |
|          | Causa Monárquica    | 1 / 3     |

### Castelo Branco
| Partidos | Partidos                         | Deputados |
| -------- | -------------------------------- | --------- |
|          | Independente                     | 1 / 3     |
|          | Partido Democrático              | 1 / 3     |
|          | Partido Republicano Nacionalista | 1 / 3     |

### Covilhã
| Partidos | Partidos            | Deputados |
| -------- | ------------------- | --------- |
|          | Partido Democrático | 2 / 3     |
|          | Causa Monárquica    | 1 / 3     |

### Leiria
| Partidos | Partidos            | Deputados |
| -------- | ------------------- | --------- |
|          | Partido Democrático | 2 / 3     |
|          | Independente        | 1 / 3     |

### Alcobaça
| Partidos | Partidos                         | Deputados |
| -------- | -------------------------------- | --------- |
|          | Partido Democrático              | 2 / 3     |
|          | Partido Republicano Nacionalista | 1 / 3     |

### Santarém
| Partidos | Partidos                         | Deputados |
| -------- | -------------------------------- | --------- |
|          | Partido Democrático              | 3 / 4     |
|          | Partido Republicano Nacionalista | 1 / 4     |

### Tomar
| Partidos | Partidos                         | Deputados |
| -------- | -------------------------------- | --------- |
|          | Partido Democrático              | 2 / 3     |
|          | Centro Católico Português        | 1 / 3     |
|          | Partido Republicano Nacionalista | 1 / 3     |

### Lisboa Oriental
| Partidos | Partidos                                    | Deputados |
| -------- | ------------------------------------------- | --------- |
|          | Partido Democrático                         | 4 / 8     |
|          | Partido Republicano da Esquerda Democrática | 2 / 8     |
|          | Independente                                | 1 / 8     |
|          | Partido Republicano Nacionalista            | 1 / 8     |

### Lisboa Ocidental
| Partidos | Partidos                         | Deputados |
| -------- | -------------------------------- | --------- |
|          | Partido Democrático              | 4 / 8     |
|          | Causa Monárquica                 | 2 / 8     |
|          | Partido Republicano Nacionalista | 1 / 8     |
|          | Partido Socialista Português     | 1 / 8     |

### Setúbal
| Partidos | Partidos                         | Deputados |
| -------- | -------------------------------- | --------- |
|          | Partido Republicano Nacionalista | 2 / 3     |
|          | Partido Democrático              | 1 / 3     |

### Vila Franca de Xira
| Partidos | Partidos                         | Deputados |
| -------- | -------------------------------- | --------- |
|          | Partido Democrático              | 1 / 3     |
|          | Partido Republicano Nacionalista | 1 / 3     |
|          | Independente                     | 1 / 3     |

### Torres Vedras
| Partidos | Partidos                         | Deputados |
| -------- | -------------------------------- | --------- |
|          | Causa Monárquica                 | 1 / 3     |
|          | Partido Democrático              | 1 / 3     |
|          | Partido Republicano Nacionalista | 1 / 3     |

### Portalegre
| Partidos | Partidos                        | Deputados |
| -------- | ------------------------------- | --------- |
|          | Partido Democrático             | 2 / 3     |
|          | União dos Interesses Económicos | 1 / 3     |

### Elvas
| Partidos | Partidos                         | Deputados |
| -------- | -------------------------------- | --------- |
|          | Causa Monárquica                 | 1 / 3     |
|          | União dos Interesses Económicos  | 1 / 3     |
|          | Partido Republicano Nacionalista | 1 / 3     |

### Évora
| Partidos | Partidos                         | Deputados |
| -------- | -------------------------------- | --------- |
|          | Partido Republicano Nacionalista | 1 / 3     |
|          | União dos Interesses Económicos  | 1 / 3     |
|          | Partido Democrático              | 1 / 3     |

### Estremoz
| Partido | Partido                          | Deputados |
| ------- | -------------------------------- | --------- |
|         | Partido Republicano Nacionalista | 1 / 3     |
|         | Partido Democrático              | 1 / 3     |
|         | União dos Interesses Económicos  | 1 / 3     |

### Beja
| Partido | Partido                          | Deputados |
| ------- | -------------------------------- | --------- |
|         | Partido Republicano Nacionalista | 2 / 3     |
|         | Partido Democrático              | 1 / 3     |

### Aljustrel
| Partido | Partido                          | Deputados |
| ------- | -------------------------------- | --------- |
|         | Partido Democrático              | 2 / 3     |
|         | Partido Republicano Nacionalista | 1 / 3     |

### Faro
| Partido | Partido             | Deputados |
| ------- | ------------------- | --------- |
|         | Partido Democrático | 2 / 3     |
|         | Independente        | 1 / 3     |

### Silves
| Partido | Partido                          | Deputados |
| ------- | -------------------------------- | --------- |
|         | Partido Democrático              | 2 / 3     |
|         | Partido Republicano Nacionalista | 1 / 3     |

### Angra do Heroísmo
| Partido | Partido                          | Deputados |
| ------- | -------------------------------- | --------- |
|         | Partido Republicano Nacionalista | 2 / 2     |

### Horta
| Partido | Partido      | Deputados |
| ------- | ------------ | --------- |
|         | Independente | 1 / 1     |

### Ponta Delgada
| Partido | Partido             | Deputados |
| ------- | ------------------- | --------- |
|         | Regionalistas       | 2 / 3     |
|         | Partido Democrático | 1 / 3     |

### Funchal
| Partido | Partido                          | Deputados |
| ------- | -------------------------------- | --------- |
|         | Partido Democrático              | 2 / 4     |
|         | Causa Monárquica                 | 1 / 4     |
|         | Partido Republicano Nacionalista | 1 / 4     |

### Cabo Verde
| Partido | Partido                                     | Deputados |
| ------- | ------------------------------------------- | --------- |
|         | Partido Republicano da Esquerda Democrática | 1 / 2     |
|         | Partido Democrático                         | 1 / 2     |

### Angola
| Partido | Partido      | Deputados |
| ------- | ------------ | --------- |
|         | Independente | 2 / 2     |

### Moçambique
| Partido | Partido             | Deputados |
| ------- | ------------------- | --------- |
|         | Partido Democrático | 1 / 2     |
|         | Independente        | 1 / 2     |

### Guiné
| Partido | Partido             | Deputados |
| ------- | ------------------- | --------- |
|         | Partido Democrático | 1 / 1     |

### São Tomé e Príncipe
| Partido | Partido      | Deputados |
| ------- | ------------ | --------- |
|         | Independente | 1 / 1     |

### Índia
| Partido | Partido      | Deputados |
| ------- | ------------ | --------- |
|         | Independente | 1 / 1     |

### Macau
| Partido | Partido      | Deputados |
| ------- | ------------ | --------- |
|         | Independente | 1 / 1     |

### Timor
| Partido | Partido             | Deputados |
| ------- | ------------------- | --------- |
|         | Partido Democrático | 1 / 1     |